# Gunder Bengtsson
Arne Bernt Gunder Bengtsson (Torsby, 2 febbraio 1946 – 2 agosto 2019) è stato un allenatore di calcio svedese.

## Carriera

### Allenatore
Bengtsson cominciò la carriera come assistente di Sven-Göran Eriksson al Göteborg. Quando Eriksson lasciò il club, nel corso del 1982, diventò allenatore e condusse la squadra alla vittoria nel campionato 1982. Per l'anno seguente, diventò tecnico del Vålerengen, che portò al successo in campionato. Dopo una breve esperienza al Nacional, tornò al Vålerengen e vinse anche il campionato 1984. Fece poi ritorno al Göteborg, vincendo la Coppa UEFA 1986-1987. Lavorò poi al Panathinaikos, vincendo la Coppa di Grecia 1988-1989, e per gli olandesi del Feyenoord. Guidò in seguito Örgryte, PAOK e Apollon Limassol. Prima del campionato 2001, divenne l'allenatore del Molde. Il Molde chiuse al secondo posto finale nel campionato 2002, ma Bengtsson ed il suo staff furono licenziati nel corso dell'anno seguente.

## Palmarès

### Club

#### Competizioni nazionali
- Campionato svedese: 1

IFK Göteborg: 1982
- Coppa di Svezia: 1

IFK Göteborg: 1981-1982
- Campionato norvegese: 2

Vålerengen: 1983, 1984
- Coppa di Grecia: 1

Panathinaikos: 1988-1989

#### Competizioni internazionali
- Coppa UEFA: 1

IFK Göteborg: 1986-1987